# Het Huis Anubis en de Vijf van het Magische Zwaard

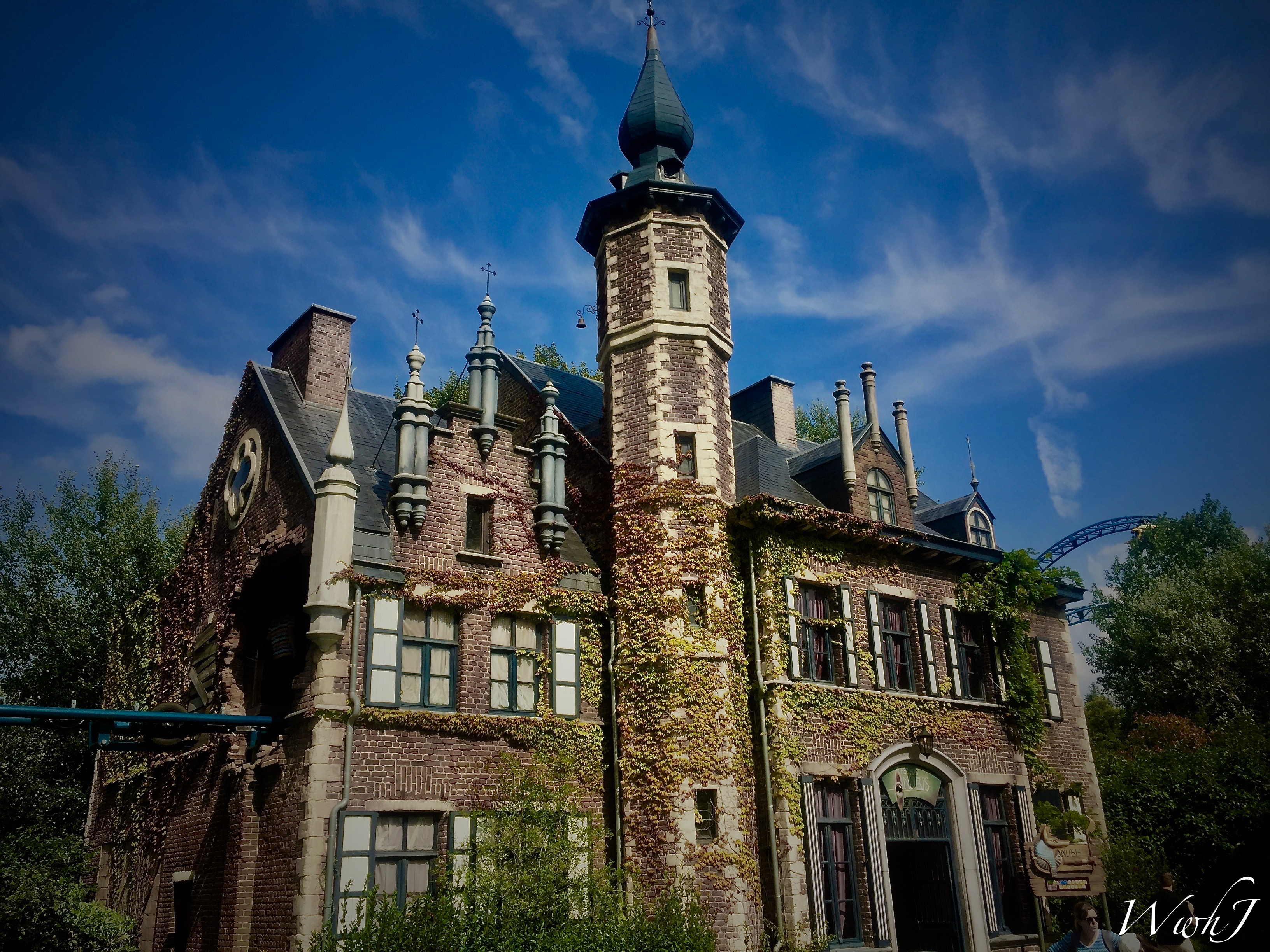
Imagen de La casa Anubis, réplica de un castillo de Morstel, Bélgica, que sirvió de escenario de la serie.

Het Huis Anubis en de Vijf van het Magische Zwaard (La casa de Anubis y los Cinco de la Espada Mágica) es una serie de televisión y spin-off de la serie belga-neerlandesa La casa de Anubis. Se estrenó el 17 de marzo de 2010 y finalizó el 3 de junio del 2011 con 2 temporadas emitidas.

## Trama
Ha pasado tiempo desde lo acontecido en La casa de Anubis y ahora hay nuevos estudiantes. Víctor ha vendido la propiedad. 5 de los estudiantes poseen poderes especiales ya predichos por una leyenda, y se enfrentarán con nuevos misterios y peligros que los enfrentarán por ser su destino.

## Producción
Hay nuevos estudiantes y tienen poderes especiales. Ningún personaje de La casa de Anubis aparece, exceptuando a Víctor que hace una aparición en el primer episodio. Las instalaciones y muebles usados en la serie anterior permanecen ahí con ligeras diferencias, y comúnmente se graban escenas en exteriores, cosa que no sucedió en La casa de Anubis.

## Reparto
| Personaje                      | Actor                |
| Sterre de Wit                  | Jennifer Welts       |
| Raphael Salomons               | Roel Dirven          |
| Anastacia van Emeryck-Reehorst | Sanne-Samina Hanssen |
| Marcel Keizer                  | Julliann Ubbergen    |
| Pim Versteeg                   | Alex Molenaar        |
| Kai/Ewan                       | Mattijn Hartemink    |
| Madre de Sterre                | Bettina Berger       |
| Padre de Raphael               | Theo de Groot        |
| Arlène                         | Marieke de Kruijf    |
| Emily de Groen                 | Minke Gommer         |
| Leopold de Groen               | Bennie den Haan      |
| Hubertus Berkelaar             | Arthur Veen          |
| Witteke Duiventil              | Mirjam Hegger        |
| esposa de joyero               | Marianne Vloetgraven |
| Profesora de música Camilia    | Liëla Rigter         |
| Lexie/Bertina van Meent        | Maaike Bakker        |
| Vince                          | Rik Witteveen        |
| El hada Morgana                | Peggy Vrijens        |
| Merlijn el Mago                | Guus Dam             |
| Thomas                         | Emiel Sandtke        |
| Tineke                         | Marit van Bohemen    |
| Hester van Vleuten             | Nellie Benner        |
| Cato van Vleuten               | Liza Sips            |
| Frederik van Vleuten           | Bart van der Schaaf  |
| Caballero Galahad              | Guillaume Devos      |
| profesor de música Gideon      | David Cantens        |
| Hada del Lago                  | Lauretta Gerards     |

## Episodios
| Temporada | Temporada | Episodios | Parte | Episodios              | Comienzo               | Final              | Tema Principal    |
| --------- | --------- | --------- | ----- | ---------------------- | ---------------------- | ------------------ | ----------------- |
|           | 1         | 115       | 1     | 50                     | 17 de marzo de 2010    | 21 de mayo de 2010 | De Vijf Zintuigen |
| 2         | 1         | 115       | 65    | 6 de setiembre de 2010 | 3 de diciembre de 2010 |                    | De Vijf Zintuigen |
|           | 2         | 60        | 1     | 60                     | 14 de marzo de 2011    | 3 de junio de 2011 | De Vijf Zintuigen |